# Amaracarpus syzygifolius
Amaracarpus syzygifolius är en måreväxtart som beskrevs av Theodoric Valeton. Amaracarpus syzygifolius ingår i släktet Amaracarpus och familjen måreväxter. Inga underarter finns listade i Catalogue of Life.